# Tom Harrell
Tom Harrell (Urbana, 1946. június 16. –) amerikai dzsessztrombitás, kürtös. Paranoid skizofréniája ellenére nemzedékének egyik legnagyobb trombitása.

## Pályafutása
Nyolcévesen kezdett trombitálni. Miután családja San Francisco közelébe költözött, tizenhárom éves korától helyi zenekarokban játszott. A Stanford Egyetemen 1969-ben zeneszerzésből szerzett diplomát,  majd bekerült Stan Kenton zenekarába. Ezután játszott Woody Herman big bandjében (1970-1971), az Azteca együttesben (1972), a Horace Silvernél (1973-1977), a Sam Jones Big Bandben, Lee Konitznál (1979 -1981), George Russell mellett, a Mel Lewis Orchestrában (1981), és a Liberation Music Orchestra of Charlie Hadennél.
Albumai jelentek meg Bill Evans, Dizzy Gillespie, Ronnie Cuber, Bob Brookmeyer, Ivan Paduart, Gerry Mulligan, Lionel Hampton, Bob Berg, Bobby Shew együtteseivel. 1983-1989 között kulcsszerepet játszott a Phil Woods Kvintettben.
1989 óta saját együttest vezet.

## Albumok
- Aurora (1976, 1987)
- Mind's Ear (1978)
- Play of Light (1984)
- Moon Alley (1985)
- Sundance (1986)
- Open Air (1987)
- Stories (988)
- Lonely Eyes 81989)
- Sail Away (1989)
- Form ( 1990)
- Moon and Sand (1991)
- Visions (1991)
- Passages (1991)
- Sail Away (1992)
- Upswing (1994)
- Cape Verde (1995)
- Labyrinth (1996)
- The Art of Rhythm (1998)
- Time's Mirror (1999)
- Paradise (2001)
- Live at the Village Vanguard (2002)
- Wise Children (2003)
- The Auditorium Session (2005)
- Light On (2007)
- Prana Dance (2009)
- Roman Nights (2010)
- The Time of the Sun (2011)
- Number Five (2012)
- Colors of a Dream (2013)
- TRIP (2014)
- First Impressions (2015)
- Something Gold, Something Blue (2016)
- Moving Picture (2017)
- Infinity (2019)

## Díjak
- 1981: Grammy-díj jelölt: big band album „Time's Mirror”